# Русское поле экспериментов
«Ру́сское по́ле экспериме́нтов» — семнадцатый студийный альбом группы «Гражданская оборона». Последний из серии альбомов 1989 года, он является воплощением идеального для Егора Летова на тот момент (конец 1989 года) звучания. Альбом был включён в книгу «100 магнитоальбомов советского рока» Александра Кушнира.
В 2010 году альбом занял 25-е место в списке «50 лучших русских альбомов всех времен», составленном журналом «Афиша» по итогам опроса молодых российских музыкантов.

## История

Выступление Гражданской обороны в 1988 году

В 1982 году в советском городе Омске возникла рок-группа «Посев». Позже «Посев» развалился. А 8 ноября 1984 года из остатков «Посева» и таинственной группы «Западъ» появилась «Гражданская оборона». Двумя её основателями стали Егор Летов и Константин Рябинов. После выхода нескольких альбомов, группой заинтересовались сотрудники советского КГБ. В конечном итоге Рябинов был отправлен на службу в армию, а Летов — на принудительное лечение в психиатрическую больницу. По выходе из больницы Летов потерял все связи со своими бывшими товарищами — с них были взяты подписки о том, что они не станут контактировать с Летовым. В этот период он один учится играть на различных музыкальных инструментах и выпускает ряд альбомов в одиночку.
«Гражданская оборона» снова стала группой в 1988 году, когда к проекту присоединились гитаристы Рябинов и Игорь Жевтун, а также барабанщик Аркадий Климкин. Вместе с командой Летов отправляется в концертный тур по стране. Группа успевает выступить на новосибирском и ленинградском рок-фестивалях. После концертов «Гражданская оборона» попадает на ленинградскую точку записи группы «АукцЫон». Там записывается материал для четырёх альбомов: «Здорово и вечно», «Армагеддон-попс», «Война» и «Русское поле экспериментов». Получившимися записями Летов, однако, не доволен. «Гражданская оборона» стремилась создать «грязный звук», намеренно пользуясь низкокачественной аппаратурой, советскими магнитофонами и микрофонами. В конечном итоге группа возвращается в Омск и продолжает работу над альбомами дома.
Одним из источников вдохновения для создания «Русского поля экспериментов» стало самоубийство в апреле 1989 года участника «Гражданской обороны» и групп «Калинов мост», «Промышленная Архитектура» Дмитрия Селиванова, этому событию посвящена песня «Вершки и корешки». Песня «Бери шинель» была спета в дуэте с Яной Дягилевой. Выступая «против» популярной рок-музыки, группа применяет различные шумовые техники записи, перегружают гитарные звуковые каналы.

## Список композиций
Слова и музыка всех песен — Егор Летов.
| №   | Название                     | Длительность |
| --- | ---------------------------- | ------------ |
| 1.  | «Как сметана»                | 0:44         |
| 2.  | «Вершки и корешки»           | 2:11         |
| 3.  | «Бери шинель»                | 2:12         |
| 4.  | «Новогодняя песенка»         | 1:20         |
| 5.  | «Непонятная песенка»         | 2:57         |
| 6.  | «Лоботомия»                  | 2:56         |
| 7.  | «Зомби»                      | 1:45         |
| 8.  | «И снова темно»              | 1:58         |
| 9.  | «Заплата на заплате»         | 2:25         |
| 10. | «Русское поле экспериментов» | 14:14        |

| №   | Название                                         | Длительность |
| --- | ------------------------------------------------ | ------------ |
| 11. | «Армагеддон-попс»                                | 2:53         |
| 12. | «Засиделся за костром»                           | 0:54         |
| 13. | «Заговор»                                        | 6:36         |
| 14. | «Эксгумация»                                     | 1:23         |
| 15. | «Превосходная»                                   | 2:09         |
| 16. | «Новая правда»                                   | 6:08         |
| 17. | «Всё совсем не то»                               | 1:52         |
| 18. | «Моя оборона»                                    | 2:55         |
| 19. | «Винтовка — это праздник»                        | 2:24         |
| 20. | «Похуй нахуй»                                    | 2:22         |
| 21. | «Песня радости и счастья (Беспредельного житья)» | 1:29         |

## Участники записи
- Егор Летов — вокал, электрические и акустические гитары, шести- и четырёхструнный басы, шумы.
- Кузя Уо — гитара, подпевки, флейта, саксофон, шестиструнный бас, шумы.
- Аркаша Климкин — ударные, подпевки.
- Джефф Жевтун — гитара, тарелка (3).
- Серёга Зеленский — бас (6), подпевки.
- Янка — подпевки.

## О записи
Записано 17—19 июля 1989 года на точке АукцЫона, а также 17—23 августа 1989 года, 7—15 сентября 1989 в ГрОб-студии; Индустриал записан на свалках Омска в мае 1989; «Как сметана» — 17 мая 1989, ГрОб-студия; «Похуй нахуй» — 21 июля 1989 на точке АукцЫона; «Песня радости и счастья» — 4 августа 1989 там же.
В альбом вошли несколько песен, написанные в 1986 году.
Все тексты и прочее — Е.Летов.
Песни «Вершки и корешки» и «Лоботомия» посвящены памяти гитариста Дмитрия Селиванова.
Во время записи композиции «Русское поле экспериментов» слегка сместился гитарный звук. По словам Летова ничем иным как электрическим и энергетическим скачком во всей записывающий аппаратуре он это объяснить не может.
В записи использовалась некая «волшебная коробочка Trockelmittel».
Альбом был пересведен и реставрирован 6-13 июня 2007 года в ГрОб-студии, Егором Летовым и Натальей Чумаковой. 

Мастеринг — Наталья Чумакова.